# Scheibenmesser der Momvu

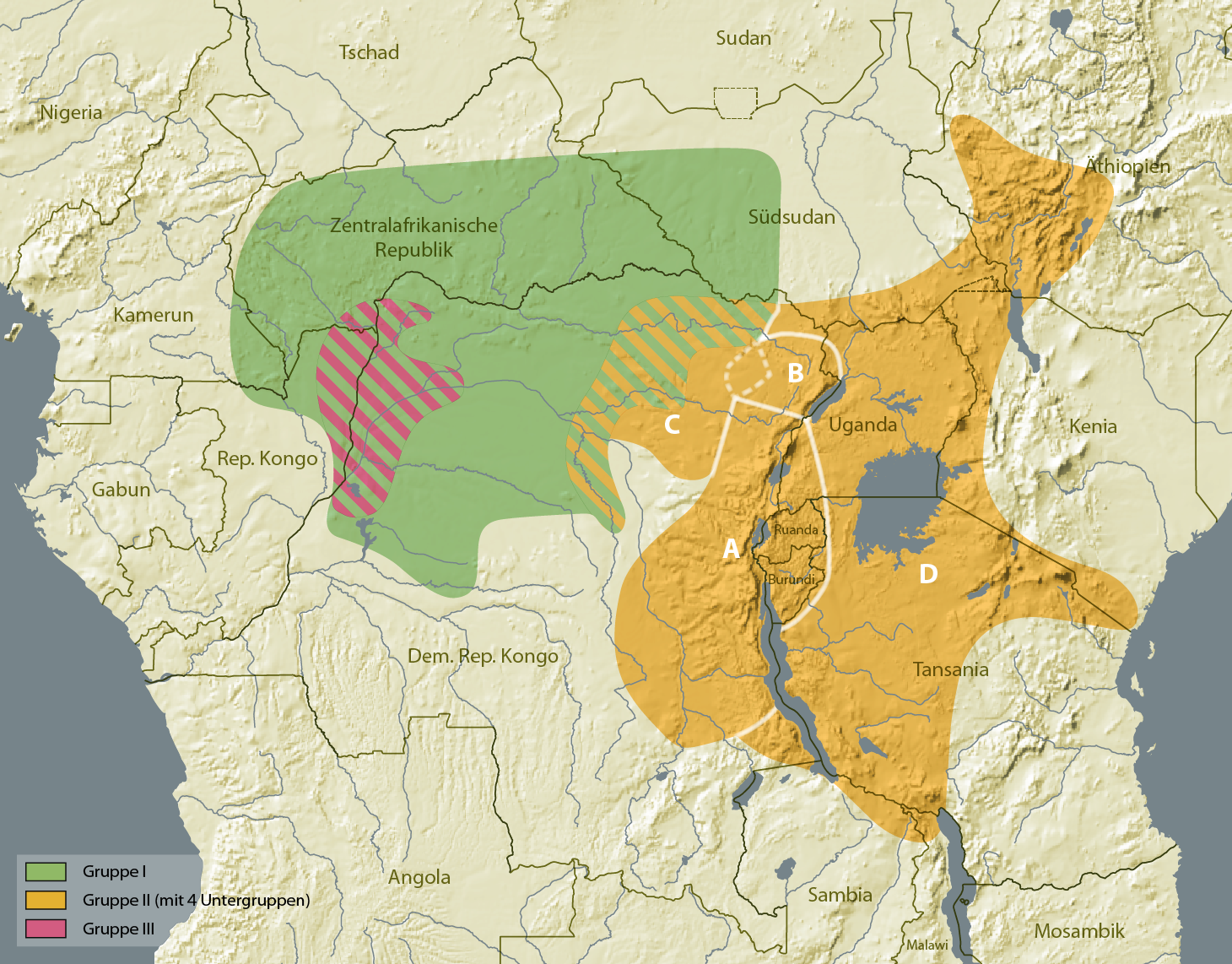
Verbreitung nach Jan Elsen; Gruppe II.B

Das Scheibenmesser der Momvu ist ein charakteristisches Messer aus dem Zentralafrika. Es wird pauschal den Momvu zugewiesen, aber auch andere Ethnien nutzen diesen Messertyp, wie z. B. die Budu. Eigenname ist ugo bzw. uggo.
Das Scheibenmesser wird zwar manchmal mit den afrikanischen Wurfeisen in Verbindung gebracht aber es ist unwahrscheinlich, dass es als Wurfwaffe konzipiert wurde. Wahrscheinlich war es ein Statussymbol. Es wird stattdessen zu den zentralafrikanischen Sichelwaffen gezählt.

## Beschreibung
Das Scheibenmesser hat eine eigenwillige geformte, leicht gebogene Klinge mit einer runden Spitze. Auf den Seiten der Klinge sind drei entweder spitze Zacken oder rundlichere Auswölbungen ausgebildet. Die Klinge besteht in der Regel aus Eisen, aber es gibt auch Exemplare aus Messing. Das Messer hat in der Regel einen langen, runden Griff aus Holz oder Elfenbein, welcher oft mit Metallbändern umwickelt. Der Knauf ist oft kegelförmig. Für gewöhnlich ist die Klinge auf einer Seite mit ziselierten Verzierungen versehen. In der Klinge befinden sich öfters mehrere Lochdurchbrüche, die der Verzierung dienen.
Ein verwandtes Messer ist das spatelförmige Messer der Momvu und Budu. Es ist kürzer (durchschnittlich 34 cm), verfügt zwar über eine ähnliche Krümmung aber keine scheibenförmige Spitze.